# وانغ سن-جاي
وانغ سن-جاي (هانغل: 왕선재) هو لاعب كرة قدم كوري جنوبي في مركز الهجوم، ولد في 19 مارس 1959 في كوريا الجنوبية. شارك مع منتخب كوريا الجنوبية لكرة القدم. أما مع النوادي، فقد لعب مع أولسان هيونداي وبوهانغ ستيلرز ونادي سول.

## وصلات خارجية
- وانغ سن-جاي على موقع دوري كوريا الجنوبية (الإنجليزية)
- وانغ سن-جاي على موقع Soccerway.com (الإنجليزية)